# Liste de chantiers navals

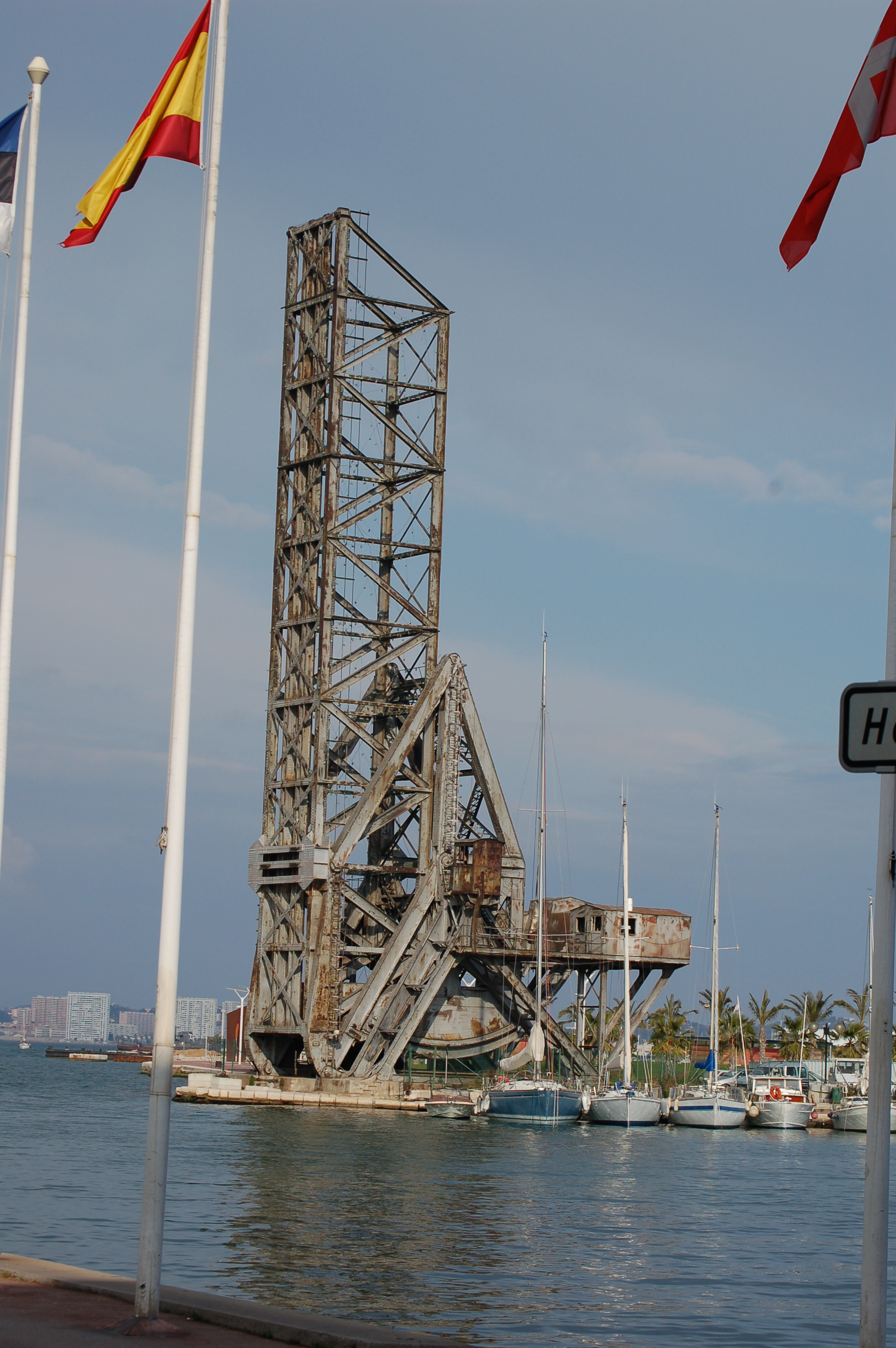
Pont des Chantiers Navals de la Seyne-sur-Mer avant sa rénovation

Cet article présente une liste de chantiers navals à travers le monde non exhaustive. Au début du XXe siècle, les principaux chantiers navals étaient en Europe de l'Ouest, au milieu de ce siècle, aux États-Unis, et au début du XXIe siècle en Asie de l'Est.

## Situation en 2012
Concernant la marine marchande, en 2006, la Corée du Sud était le plus grand constructeur, suivis par le Japon. La Chine et l'Europe ayant chacun une part d'environ 15 % du marché.
En 2012, trois pays (la Chine avec 38 677 millions de tonnes, la Corée du Sud avec 32 030 millions de tonnes et le Japon avec 17 431 millions de tonnes) ont construit 92 % du tonnage livré cette année concernant la marine marchande (navire de moins 100 tonnes exclus), la Chine en livrant plus de 40 %, le reste du monde avec 8 % totalise 7,69 millions de tonnes, le total étant de 95,828 millions de tonnes en port en lourd. Près de 57 % du tonnage livré en 2012 concernait des navires de vrac sec, suivie par les pétroliers (18,4 %) et les porte-conteneurs (14,4 %).
Les chantiers navals se spécialisent également dans différents types de navires. La Chine et le Japon ont principalement construit des cargos de vrac sec, la Corée du Sud à une part beaucoup plus élevée de navires porte-conteneurs et de pétroliers, l'Europe construisant essentiellement des navires à passagers. 
Outre les vraquiers, le Japon se concentre également sur d'autres navires spécialisés, y compris les méthaniers et les transporteurs de véhicules.
Les quatre plus grands groupes de construction navale individuels sont en Corée du Sud; la construction navale en Chine se dispersant entre un plus grand nombre d'entreprises.

## Afrique

### Côte d'Ivoire
- Chantier naval CARENA (Bolloré Transport & Logistics)

### Sénégal

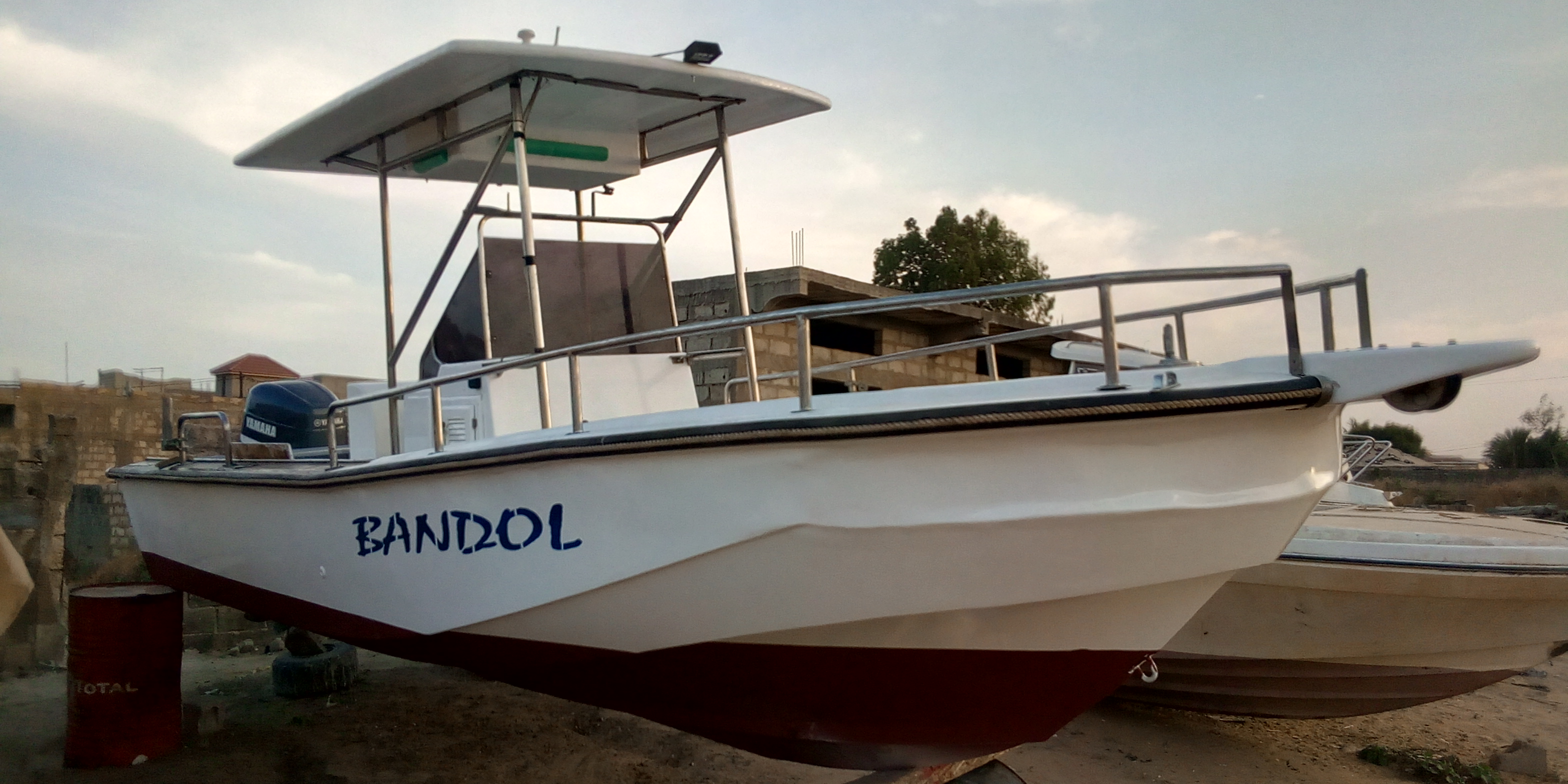
Bateau fabriqué par le Chantier Naval de la Petite Côte

- Bateau fabriqué par le Chantier Naval de la Petite Côte Chantier Naval de la Petite Côte

### Madagascar
- Chantier naval CARENA

### Cameroun
- Chantier naval et industriel du Cameroun

## Amériques

### Canada
- Chantier maritime A.C. Davie, fermé en 1989.
- Jean-Pierre Roma à Trois-Rivières, site historique, chantier du XIXe siècle
- Chantier naval d'Halifax, (Irving SI)
- Chantier naval de Marystown, (Kiewit Corporation)
- Chantier naval de Vancouver, (Seaspan ULC)
- Chantier naval de Victoria, (Seaspan ULC)

### États-Unis

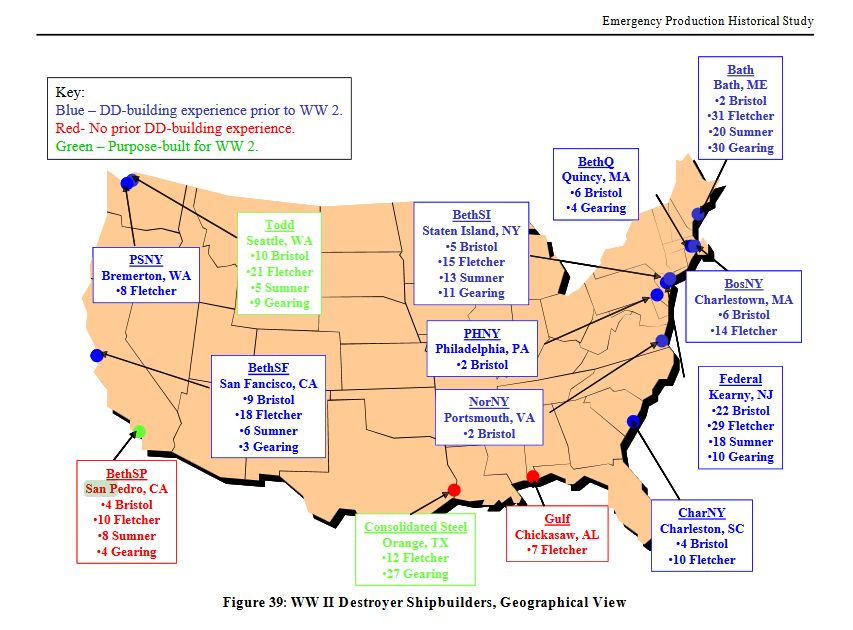
Carte des chantiers navals construisant des destroyers durant la Seconde Guerre mondiale.

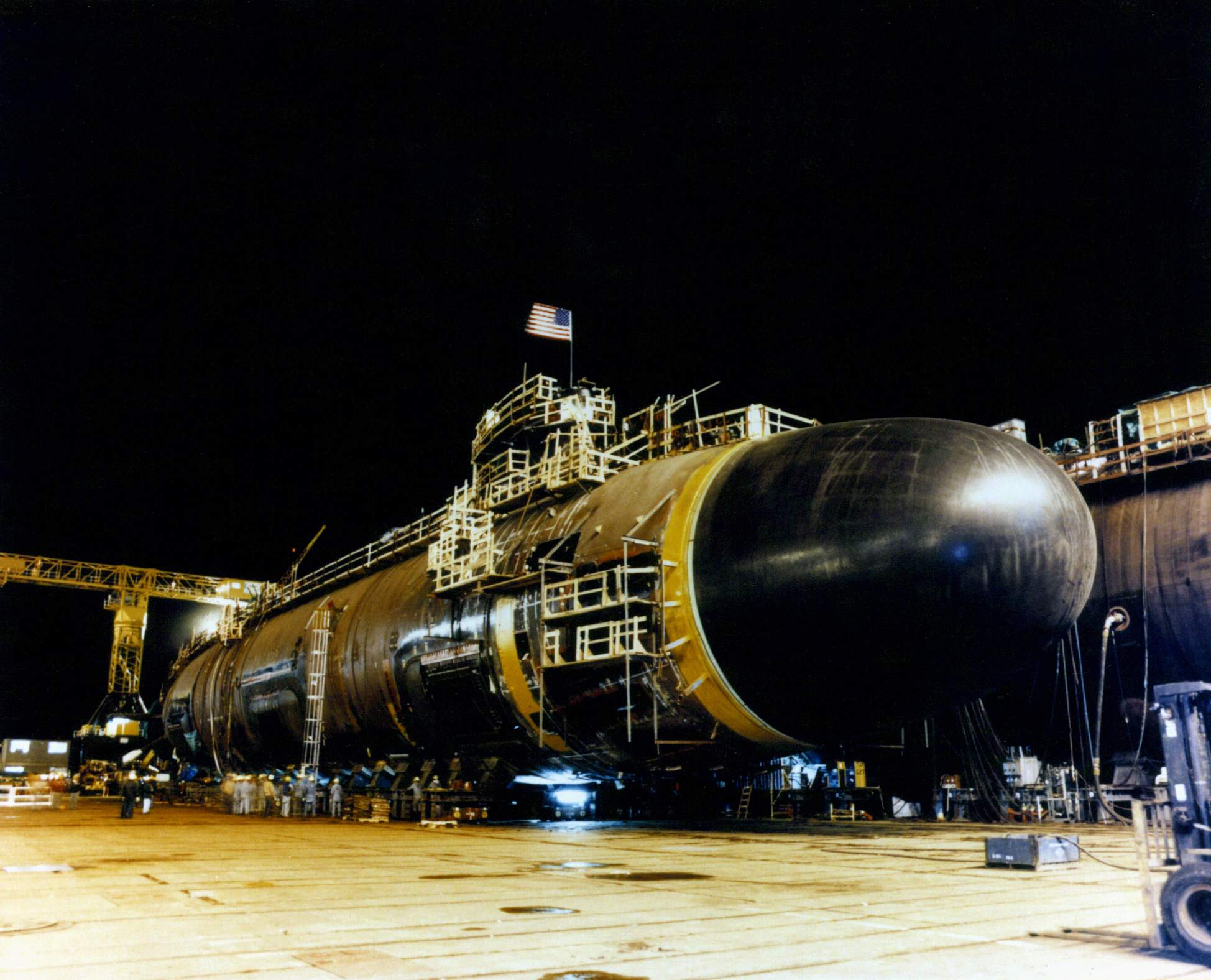
Sous-marin nucléaire d'attaque Seawolf (SSN-21) en construction au chantier naval Electric Boat de Groton en 1995.

Il y eut plus de 2 400 constructeurs de bateaux et navires de toutes tailles aux États-Unis. 
- Chantier naval ADDSCO de Mobile
- Chantier naval Avondale
- Bath Iron Works
- Boston Navy Yard
- Electric Boat de Groton
- Fore River de Quincy
- Ingalls de Pascagoula
- Mare Island Naval Shipyard, fermé en 1996.
- New York Navy Yard, fermé en 1966.
- Newport News Shipbuilding
- Philadelphia Naval Shipyard
- Portsmouth Naval Shipyard
- Trinity Yachts, LLC
- Washington Navy Yard

### Mexique
- Chantier naval d'Acapulco
- Chantier naval de Veracruz

### Pérou
- Services Industriels de la Marine (SIMA)

## Asie

### Bangladesh
- Chantier naval TaraTari

### Chine
- Chantier naval de Jiangnan (CSSC)

### Corée du Sud

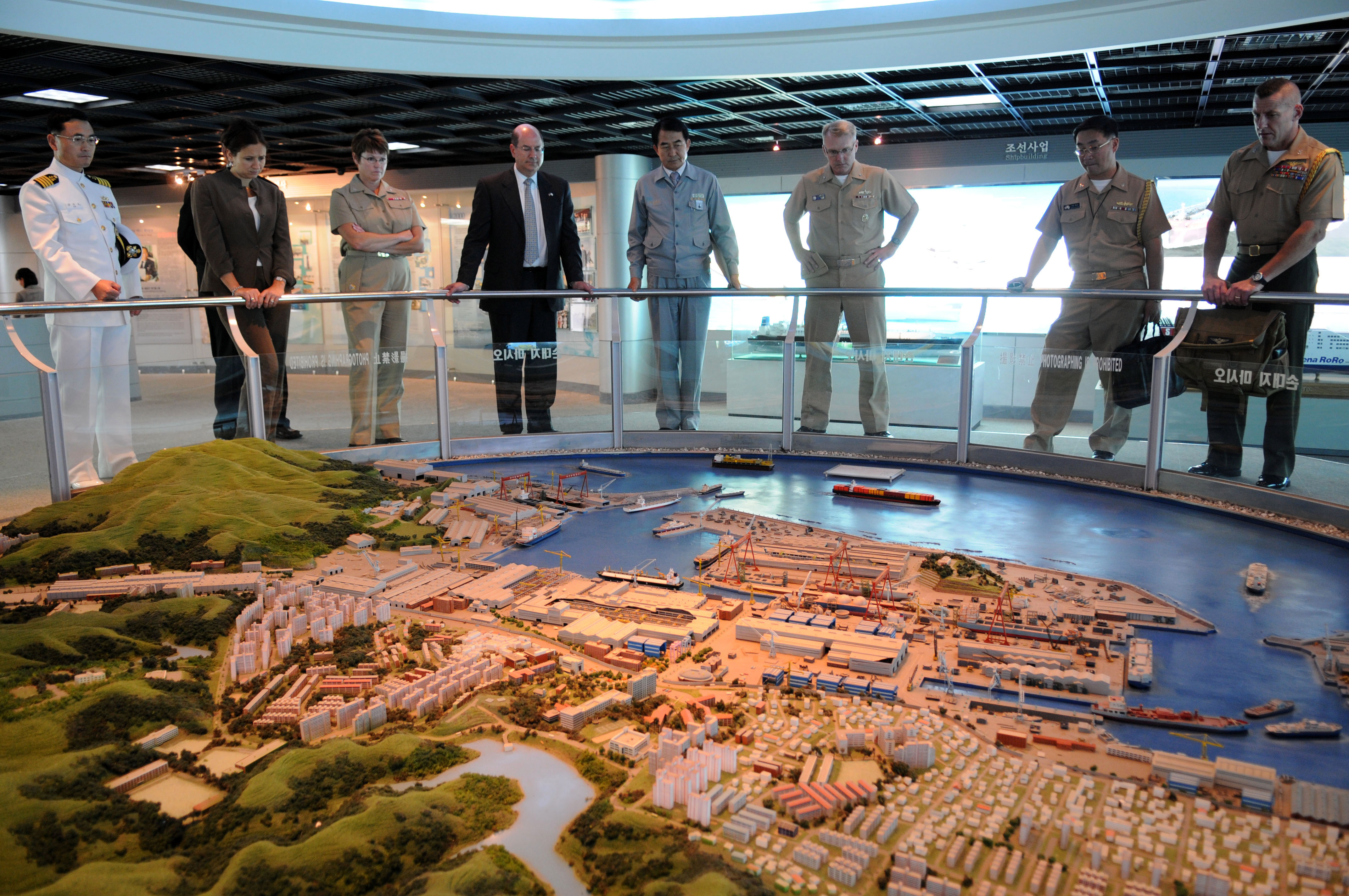
Maquette des chantiers navals de Hyundai Heavy Industries en 2008.

- Daewoo Shipbuilding & Marine Engineering (DSME)
- Chantier naval de Ulsan (Hyundai Mipo Dockyard)

### Dubaï
- Dubaï Drydocks ;
- UAE Shipyards[3].

### Inde
- Chantier naval Mazagon

### Indonésie
- Ara

### Israël
- Port Kishon (Israel Shipyards)

### Japon
- Chantiers navals Fujinagata (Mitsui)
- Arsenal naval de Hiro, ouvert en 1921, détruit en 1945
- Arsenal naval de Kure (IHI)
- Arsenal naval de Maizuru (Hitachi Zosen Corporation)
- Arsenal naval de Sasebo (Sasebo HI)
- Arsenal naval de Toyokawa (Nippon Sharyo)
- Compagnie des docks d'Uraga, ouvert en 1869, fermé en 2003
- Arsenal naval de Yokosuka
- Kawasaki Shipbuilding Corporation

### Oman
- Chantiers de boutres de Sour

## Europe

### Allemagne
- Bavaria
- Bremer Vulkan
- German Naval Yards
- HanseYachts
- Lürssen

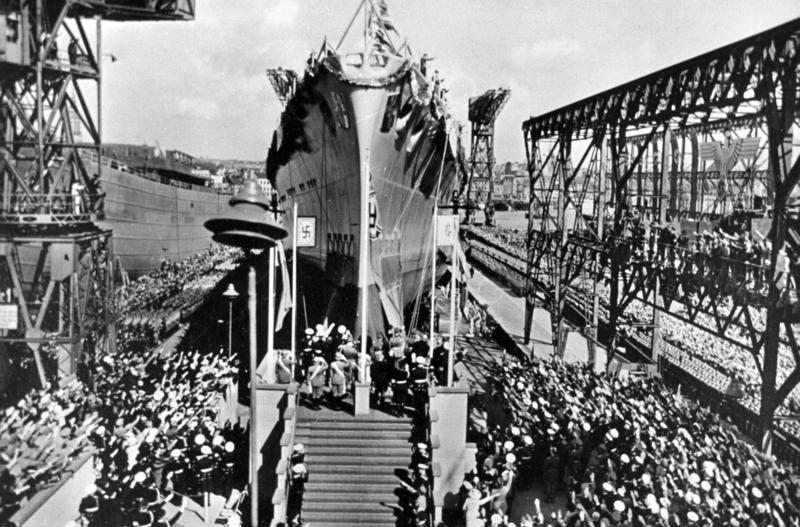
Lancement du croiseur lourd le 22 août 1938 à l'arsenal Germania.

- Arsenal Germania de Kiel, démantelé en 1946
- Meyer Werft à Papenburg
- Schichau-Seebeckwerft à Bremerhaven, fermé en 2009
- Schichau-Werke
- TKMS
- Chantier naval de Wismar (de) (Nordic Yards (de)), créé en 1946
- Chantier naval de Warnemünde (de) (Nordic Yards (de)), créé en 1946

### Autriche
- Chantiers navals autrichiens AG.

### Danemark
- Odense Steel Shipyard.

### Espagne
- Chantiers navals de Ferrol, 1750-1909
- Astondoa
- Aresa
- Freire Shipyard (es)
- Navantia
- Rodman (es)
- Euskalduna (es), 1900-1988

### Estonie
- Chantier Naval Baltic Workboats à Nasva

### Finlande
- Åbo Skeppswarf (en) (1741–1883)
- Andrée & Rosenqvist (en) (1906–1939)
- Chantier de réparation navale de Turku
- Chantier naval de Hietalahti
- Chantier naval de Perno
- Chantier naval de Rauma
- Chantier naval de Vuosaari (en) (1974–1987)
- Oy Laivateollisuus Ab (en) (1945–1988)
- Oy Lehtoniemi Ab (en) (1902–1929)
- Ab Crichton (en) (1914–1924)
- Crichton-Vulcan (1924–1989; 1965→ Wärtsilä chantier naval de Turku)
- Helsingfors Skeppsdocka (en) (1865–1894)
- Helsinki Shipyard
- Kone- ja Siltarakennus (en) (1892–1938)
- Marine Alutech (en)
- Meyer Turku (noms antérieurs Kværner Masa-Yards, Aker Finnyards et STX Europe)
- Rauma Marine Constructions (en)
- Sandvikens Skeppsdocka och Mekaniska Verkstad (en) (1895–1935)
- Uki Workboat (en) (Uudenkaupungin Työvene)
- Ab Vulcan (en) (1898–1924)
- Wärtsilä Marine (1987–1989)
- W:m Crichton & C:o (en) (1842–1913)

### France
- ACN de la Manche à Coulombelles, 1954 - fermé en 2013
- Ateliers et Chantier Calouin à Calais
- Ateliers et chantiers de Bretagne à Nantes
- Ateliers et chantiers de France à Dunkerque, fermés en 1987[4]
- Ateliers et chantiers du Havre ; fermés en 1999
- Ateliers et Chantiers de la Loire ; fusionnés avec les chantiers de l'Atlantique en 1955
- Ateliers et chantiers de La Rochelle-Pallice, fermé en 1987
- Ateliers et chantiers de Nantes ; fermés en 1987
- Ateliers et chantiers de la Seine-Maritime au Trait - 1917 - fermé en 1972
- Ateliers et chantiers maritimes du Sud-Ouest; à Bordeaux
- Aubin (chantier naval) à Nantes
- Barde Aquitaine à Hendaye
- Bernard Blamengin à Boulogne-sur-Mer
- Bénéteau à Saint Gilles-Croix-de-Vie
- Bernard Laly à Bourcefranc-le-Chapus
- CDK Technologies à Port-la-Forêt et Lorient
- Chantier Bretagne Sud, à Belz 2012
- Chantiers Claparède au Petit-Quevilly, fermés en 1888
- Chantiers de la Loire ; fusionnés en 1914 avec les Chantiers Dubigeon
- Chantiers de l'Atlantique à Saint-Nazaire, créé en 1881
- Chantiers de Penhoët ; crée en 1861, fusionné avec Chantier de l'Atlantique en 1955
- Chantiers Dubigeon ; fermé en 1987
- Chantiers et ateliers de la Perrière à Lorient, fondé en 1937, fermé en 1989
- Chantiers et Ateliers de Provence à Port de Bouc ; fermé en 1966
- Chantier du Guip à Brest, Lorient, Île aux Moines
- Chantier Hénaff, Le Guilvinec
- Chantier Glehen, Le Guilvinec
- Chantier Krebs racheté en 1971 par la SAEN (Société Armoricaine d'Entretien Naval)
- Chantier naval Amel à Périgny
- Chantier naval Allais à Dieppe
- Chantier naval Borg à Marseille créé en 1956
- Chantier Naval Couach à Gujan-Mestras
- Chantier naval de La Ciotat ; fermé en 1989
- Chantiers navals de La Seyne-sur-Mer, La Seyne-sur-Mer
- Chantier naval de Marseille 2010
- Chantier naval des Minimes, à La Rochelle
- Chantiers Navals du Ponant à La Rochelle-Pallice, 1987 - fermé en 1994, repris en 1995 par Leroux et Lotz - Chantiers et ateliers de La Rochelle
- Chantiers navals français du port de Caen, située à Blainville-sur-Orne. Fondé en 1917, fermé en 1954
- Chantiers navals franco-belges, Villeneuve-la-Garenne, disparus
- Chantiers navals Gamelin ; fermé en 2009
- Chantier naval Ocqueteau, 1948 - Ors - Le Château d'Oléron mis en redressement judiciaire le 18 septembre 2019
- Chantiers navals Rarchaert ; créé en 1880, fermée définitivement le 16 septembre 1985
- Chantier Naval SICCNA à Saint-Malo - ancien chantier Mougin - 1955 fermé en Juin 1975, racheté par ACM Manche en mars 1977, fermé en 1987
- Chantier Vergoz ; racheté par Piriou en 1993
- Clos aux galées ; dernier bateau construit en 1532
- Constructions mécaniques de Normandie à Cherbourg-Octeville
- Dufour Yachts à Périgny
- Établissement de la Brosse et Fouché devient en 1909 les Ateliers et chantiers de Bretagne
- Forges et Chantiers de la Gironde à Lormont et Bordeaux
- Forges et Chantiers de la Méditerranée à La Seyne-sur-Mer, fermé en 1966
- Fountaine-Pajot à La Rochelle
- Garcia Yachts, fondé en 1974 à Condé-en-Normandie
- Jeanneau ; racheté en 1995 par Bénéteau
- Latitude 46 à La Rochelle
- Leroux Naval à Lorient
- Manche Industrie Marine à Dieppe
- Chantiers du Nord et de la Méditerranée, 1982 - fermés en 1987
- Nouveaux chantiers nantais de Chantenay
- Ocea aux Sables d'Olonne
- Pogo Structures en lieu et place des chantiers Plumier à Combrit
- Réparation navale Brest
- Socarenam à Boulogne, Calais, Étaples, Saint-Malo
- Société bretonne de réparation navale (SOBRENA) à Brest, fermée en 2011
- Union navale de Marseille fermée en 2009
- Wauquiez à Mouvaux

### Italie
- Arsenal de Venise

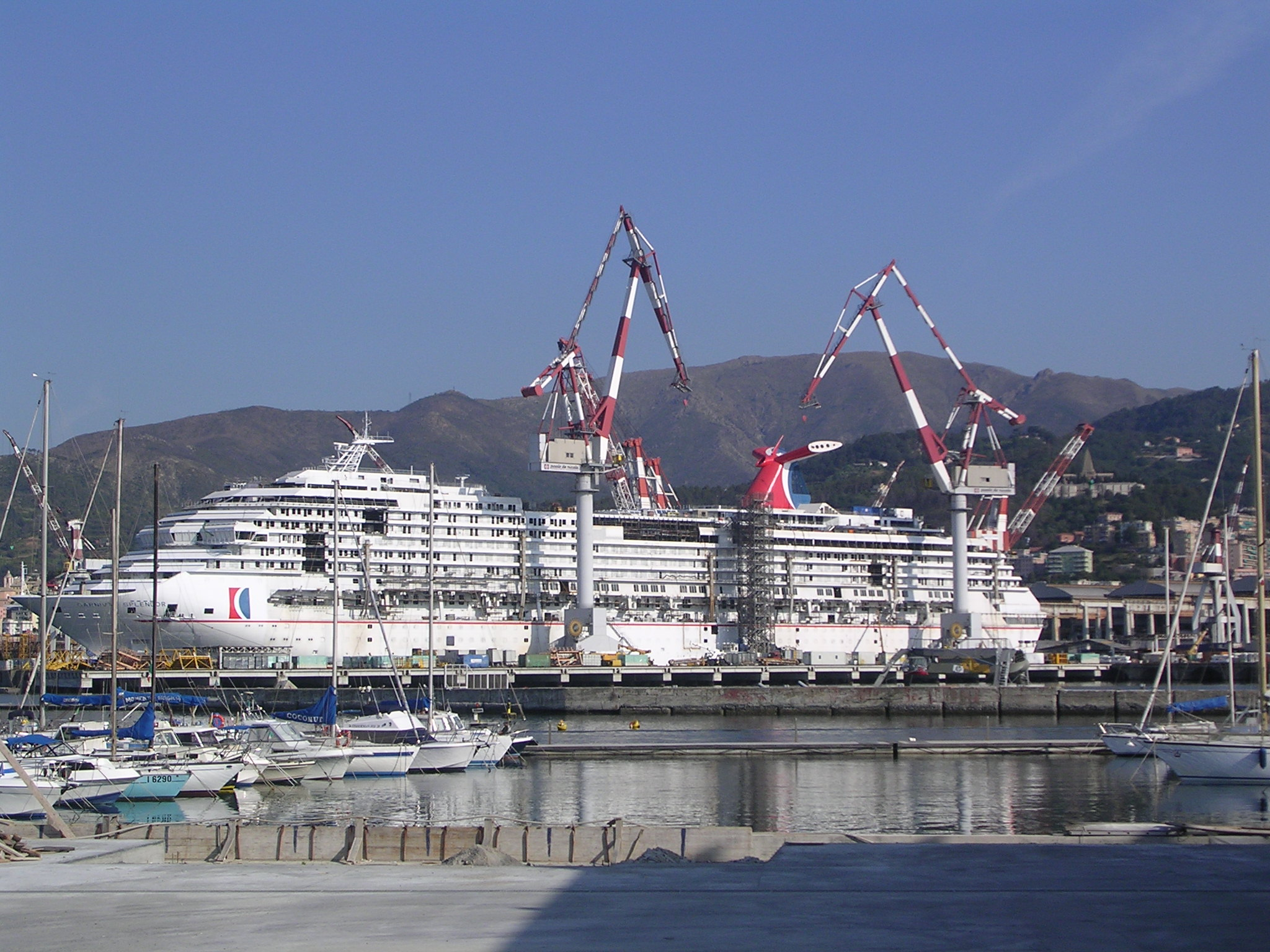
Le Carnival Splendor en construction, au chantier naval de Sestri Ponente en 2007.

- Chantier naval de Sestri Ponente (Fincantieri) à Gênes, créé en 1915 ;
- Chantier naval de Monfalcone (it) (Fincantieri) à Monfalcone, créé en 1907 ;
- Chantier naval de Marghera (Fincantieri) à Venise.
- Chantier naval d'Ancône (Fincantieri) à Ancône, créé en 1843 ;
- Chantier naval de Palerme (Fincantieri) à Palerme, créé en 1897 ;
- Chantier naval de  Castellammare di Stabia (Fincantieri) à Castellammare di Stabia, créé en 1783.
- Italcantieri

### Norvège
- Kvaerner Fjellstrand

### Pays-Bas
- Schelde à Flessingue.

### Pologne
- Chantiers navals de Gdańsk.

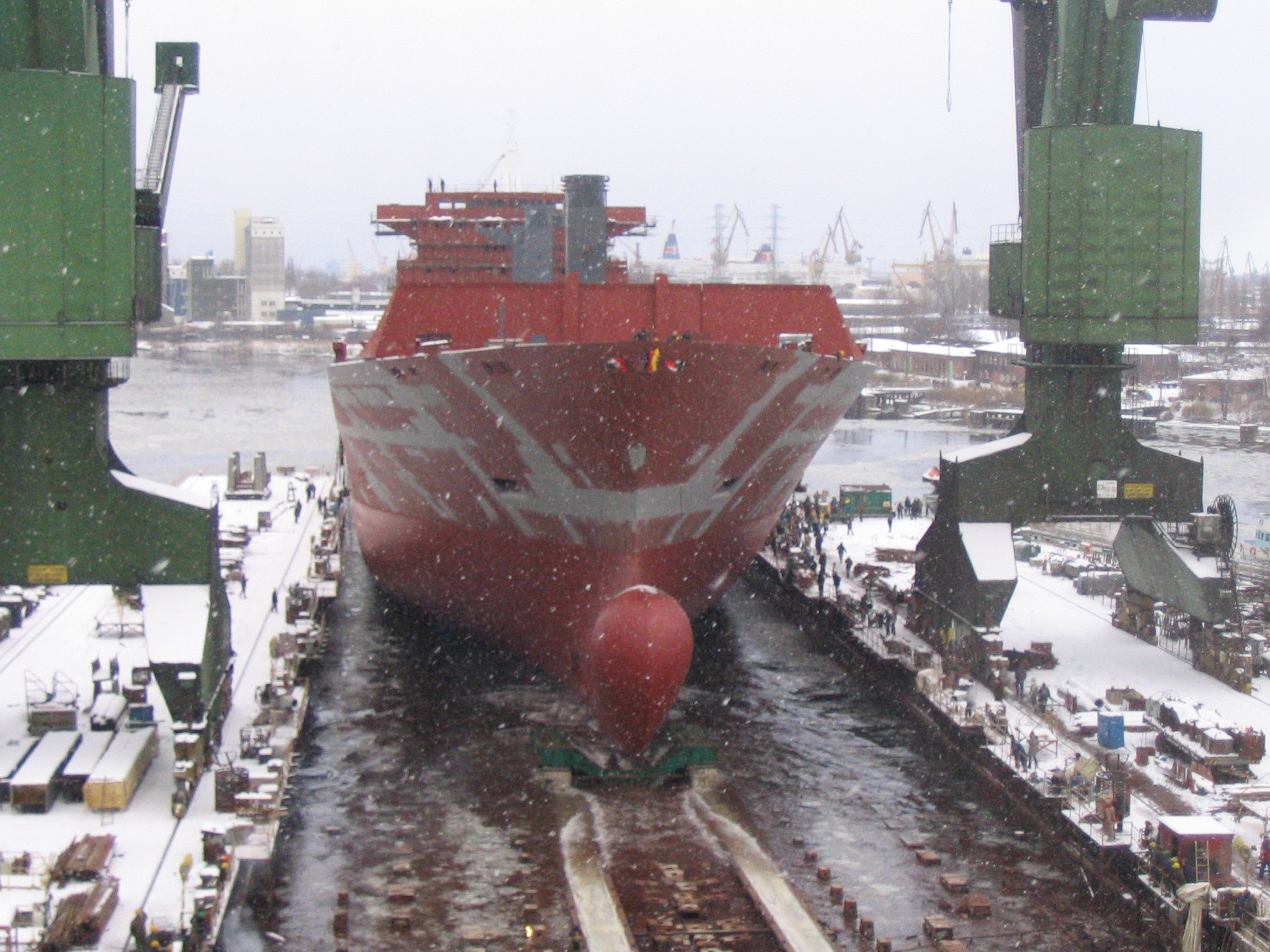
Lancement d'un navire à Gdańsk en octobre 2005.

- Delphia yachts, créé en 1990 à Olecko.

### Roumanie
- Chantier naval de Constanța.
- Chantier naval de Galați.

### Royaume-Uni
- Alexander Stephen and Sons ;
- Barclay Curle ;
- Cammell Laird ;
- Chatham Dockyard ;
- Convoys Wharf ;

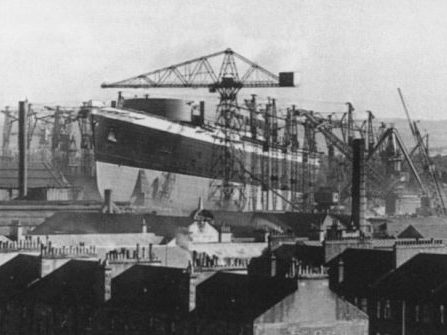
Construction du paquebot RMS Queen Elizabeth entre 1936 et 1938 au chantier John Brown & Company.

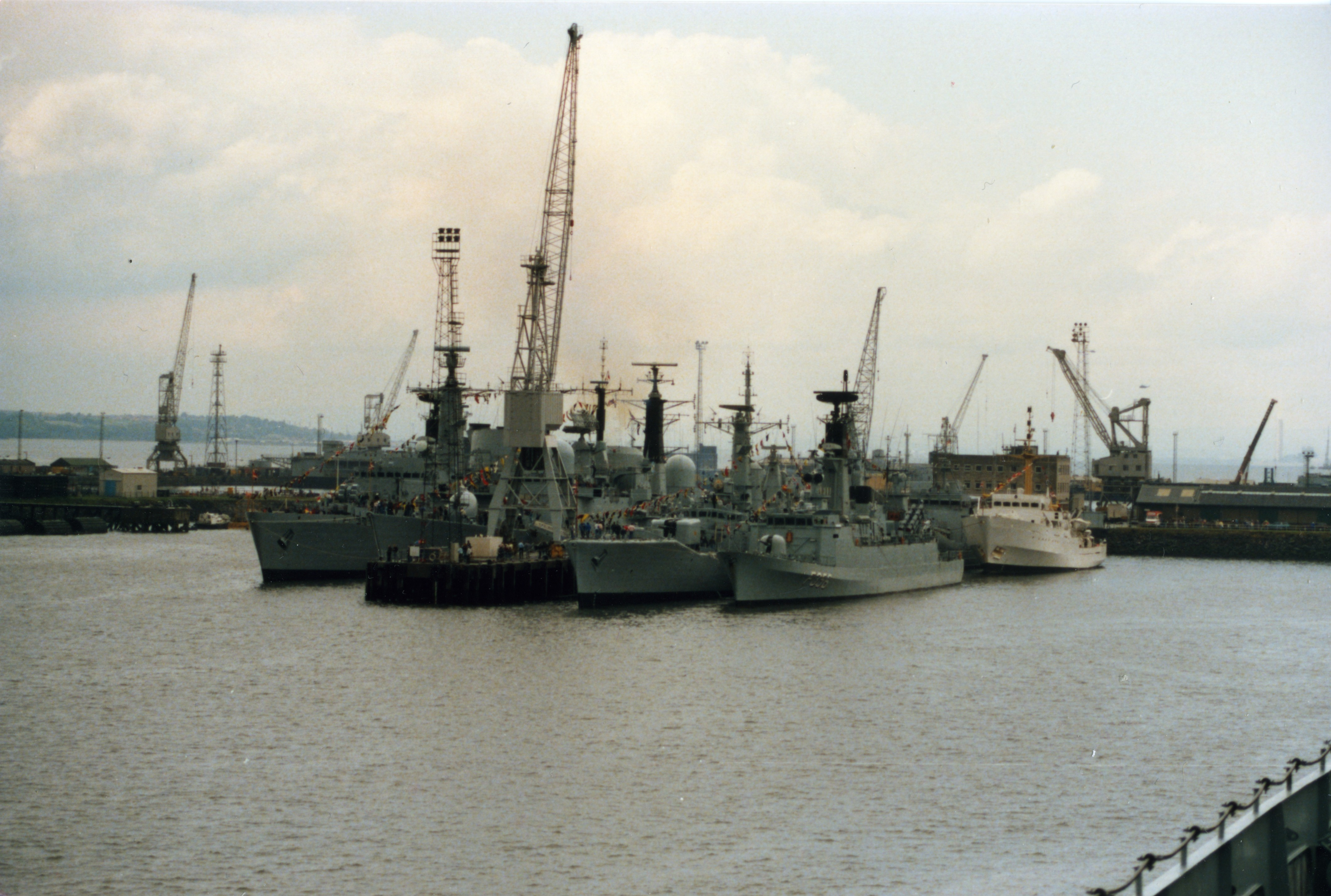
Le chantier naval de Rosyth situé en Écosse en 1986.

- Fairfield Shipbuilding and Engineering Company ;
- Harland and Wolff ; crée en 1861.
- John Brown & Company ;
- John I. Thornycroft & Company ;
- Chantier naval de Rosyth ; construit à partir de 1909 ;
- Scotts Shipbuilding and Engineering Company, fermé en 1993.

### Russie
- Chantier naval de l'Amour
- Chantiers navals de la Baltique
- chantier naval de Poliarny
- Chantier naval Sredne-Nevski

### Suède
- Götaverken, créé en 1841, fermé en 1989.
- Kockums, créé en 1840.

### Ukraine
- Forge de Rybalski, Kyiv,
- Chantier naval de Mykolaïv
- Chantier naval de la mer Noire à Mykolaïv,
- Chantier naval Océan à Mykolaïv,
- Chantier naval de Sébastopol,
- Chantier naval Zaliv, en Crimée,
- Chantier naval de la mer d'Azov,
- Chantier naval de la mer Noire,
- Chantier naval de Kherson.

## Océanie

### Australie
- Incat, à Hobart, fondé en 1977.
- austal